# Declaración ambiental de producto
Una Declaración Ambiental de Producto, DAP (del inglés, Environmental Product Declaration, EPD), es un documento o informe normalizado que proporciona información cuantificada y verificable sobre el desempeño ambiental de un producto, un material o un servicio. Estas herramientas se utilizan para valorar el impacto ambiental a lo largo del ciclo de vida de productos de conformidad con la Norma Internacional UNE-EN ISO 14025.
Las DAP son aplicables a todos los sectores, desde el automovilístico hasta la electrónica, y ofrece una manera científica y neutral de valorar un producto desde una perspectiva ambiental en términos de:
- Datos del ACV en forma de categorías de impacto, como por ejemplo potencial de calentamiento global o agotamiento de recursos.
- Otra información del ciclo de vida, como por ejemplo los consumos energéticos de recursos fósiles o renovables en cada etapa.
- Información sobre emisiones contaminantes en la fabricación o contenido de sustancias peligrosas.
- Otra información adicional, como por ejemplo prestaciones del producto relacionadas con aspectos ambientales (por ejemplo aislamiento térmico), sistemas de gestión ambiental o del ecodiseño en la organización, modo de gestionar el fin de vida útil del producto, etc.

## Las Declaraciones ambientales
Las Declaraciones ambientales proporcionan parámetros estandarizados indicados en la norma internacional de referencia, ISO 14025, adoptada en España por AENOR como UNE-EN ISO 14025:2010. Dicha información está compuesta por parámetros basados en categorías de impacto, obtenidas de un Análisis de ciclo de vida (ACV), otra información derivada del ACV y del inventario, e información ambiental adicional. 
El Análisis de ciclo de vida (ACV) debe ser conforme con las Normas Internacionales UNE-EN ISO 14040 y UNE-EN ISO 14044, así como con las Reglas de categoría de producto (RCP) particulares que apliquen a la familia de productos pertinente. Es necesario contar con unas RCP para poder desarrollar una DAP. En el caso de productos y servicios de construcción, la Norma UNE-EN 15804 establece unas RCP básicas.

### Contenido de la Declaración ambiental
La DAP debe incluir, al menos, la información siguiente [ISO 14025, 7.2]:
- identificación de la organización que elabora la DAP
- descripción e identificación del producto
- identificación del Programa en que se han verificado las DAP
- código de registro en el Programa, fecha de publicación y período de validez
- identificación de las RCP
- identificación de las etapas del ACV cubiertas
- los datos del ACV, ICV o módulos de información
- datos del análisis de inventario del ciclo de vida (ICV) de acuerdo con las RCP

- consumo de recursos, incluyendo energía, agua y recursos renovables
- emisiones al aire y vertidos al agua y al suelo
- resultados de los indicadores del análisis del impacto del ciclo de vida (AICV)
- otros datos tales como las cantidades y los tipos de residuos (desechos) producidos (residuos peligrosos y no peligrosos)

Las RCP correspondientes pueden incluir requisitos adicionales.

### Verificación de las Declaraciones ambientales
Las DAP se verifican en el marco de Administradores de Programa, es decir un organismo que gestiona un programa de declaraciones ambientales tipo III. El Administrador debe cumplir una serie de requisitos conforme a la Norma ISO 14025, entre otros:
- El Administrador de Programa debe tener unas Reglas Generales (General Instructions) publicadas [ISO 14025, 6.4], que incluyan los procedimientos de verificación, las competencias de los verificadores, los procedimientos de elaboración de las RCP, etc.
- El Administrador de Programa tiene otras responsabilidades [ISO 14025, 6.3], como asegurar la participación de las partes interesadas, la transparencia, etc.

Los verificadores dependen del Administrador del programa y deben tener competencias en verificación ambiental, el producto y el sector concretos, así como en las normas y reglamentación aplicables [ISO 14025, 8]. 
Las verificación de DAP utilizadas en la comunicación del negocio al consumidor (B2C), debe ser llevada a cabo por una tercera parte independiente [ISO 14025, 9.4]..

## Familia de normas internacionales de etiquetas y declaraciones ambientales
Las DAP forman parte de la familia de Etiquetas ecológicas y declaraciones ambientales para productos y servicios definidas en la serie de Normas Internacionales ISO 14020, que se clasifican del siguiente modo:
1. Ecoetiquetas - Etiquetado tipo I (ISO 14024): Programa de verificación de tercera parte que autoriza al uso de una etiqueta voluntaria basada en varios criterios ambientales, con un enfoque de ciclo de vida, diferenciando productos preferibles desde una perspectiva medioambiental (preferencia ambiental). Se otorgan por organizaciones privadas o agencias como garantía de las buenas cualidades ambientales de un producto, siendo sencillas de interpretar aunque la metodología con que se ha otorgado no es explícita. Tenemos varios ejemplos como la Ecoetiqueta Europea (EU Ecolabel), la Marca AENOR Medio Ambiente o la etiqueta Energy Star.
2. Autodeclaraciones - Etiquetado tipo II (ISO 14021): Se trata de afirmaciones (claims) ambientales que realiza el propio fabricante sobre algunos aspectos de su producto, aunque pueden estar verificadas por tercera parte. Un ejemplo son los iconos que identifican a una botella como reciclable y que se suelen representar mediante un símbolo.
3. Declaraciones ambientales - Etiquetado tipo III (ISO 14025): Manifestación que incluye datos cuantitativos basados en el ciclo de vida del producto junto con información adicional pertinente desde un punto de vista ambiental (por ejemplo sobre el contenido en sustancias peligrosas), presentados de una forma estadarizada. Para su elaboración son necesarias unas Reglas de Categoría de Producto (RCP)  para cada familia de productos concreta; en el caso de productos y servicios de construcción las RCP básicas se definen en la Norma UNE-EN 15804. Las Declaraciones ambientales suelen estar verificadas en un Administrador de Programa. En el caso de la comunicación Negocio a Consumidor (B2C) la verificación es obligatoria.

Estas normas buscan garantizar la fiabilidad de las afirmaciones ambientales que realizan las organizaciones, a partir de metodologías con base científica suyos resultados puedan ser verificados por una tercera parte. Emplean un enfoque de ciclo de vida, siendo solo necesario realizar un ACV completo para las Declaraciones ambientales tipo III.

## Las Declaraciones Ambientales en Europa
Los Comités Europeos de Normalización están elaborando RCP en diversos sectores, principalmente en construcción. Las DAP empiezan a aparecer citadas en los Criterios de Compra Pública Verde y otros documentos de la Comisión Europea.
Los principales Administradores de Programa Europeos han formado la Asociación ECO Platform, para el DAP en el sector de construcción. Esta Asociación busca armonizar criterios para facilitar la libre circulación de productos en Europa, evitando barreras técnicas basadas en criterios ambientales. Todas las DAP reconocidas por esta Asociación deben ser conformes con la Norma Europea EN 15804 y llevarán un doble logo: el del Administrador de Programa en que se realiza la verificación y el de ECO Platform. 
ECO Platform emplea un sistema de auditorías entre pares para aprobar Administradores de Programa de verificación de DAP, a partir del cual publica un listado de Programas que pueden emplear la Marca ECO Platform EPD EN 15804 VERIFIED. Las primeras DAP de esta Asociación se entregaron el 16 de octubre de 2014 en Bruselas. Actualmente hay 13 programas operadores auditados: Austria BAU EPD (austria), IBU (Alemania), International EPD® System (Suecia), GlobalEPD (España), ITB (Polonia), BRE (Gran Bretaña), DAPHabitat System (Portugal),  FDES INIES (Francia), EPDItaly (Italia), Norwegian EPD Foundation (Noruega), PEP ecopassport, DAPcons (España).
De forma paralela, diversos Administradores de Programa están estableciendo acuerdos bilaterales de reconocimiento mutuo, como es el caso del International EPD AB, IBU y AENOR GlobalEPD.
En algunos países europeos están apareciendo requisitos o reglamentaciones basados en la información contenida en las DAP, principalmente para evaluación de edificios o de productos de construcción.
Por otro lado, la Comisión Europea ha incluido dentro de la iniciativa de Mercado único para los productos verdes una propuesta para huella ambiental de producto (Product Environmental Footprint, PEF). Esta metodología busca establecer una serie de reglas para calcular y comunicar información ambiental y estaría alineada con los criterios de la Norma Internacional ISO 14025, marco para las DAP. En este momento se están elaborando varios proyectos piloto; un resumen del estado se facilitó en la Mid-term conference on the Environmental Footprint pilot phase, celebrada en Bruselas en noviembre de 2015.

## Las Declaraciones Ambientales en España
El Código Técnico de la Edificación (CTE) es el marco normativo y reglamentario que establece las exigencias que deben cumplir los edificios en España. El CTE cuenta con un Registro General regulado por la Orden VIV/1744/2008 y creado para incrementar la transparencia y el control público de los instrumentos que facilitan la aplicación del CTE. Dentro de dicho Registro se encuentra el Registro General de Certificaciones medioambientales del análisis de ciclo de vida en el que se inscribieron en septiembre de 2015 las primeras DAP, para los sectores de productos largos de acero y cementos, verificadas por AENOR dentro de su Programa GlobalEPD.
En España actualmente hay dos Administradores de Programa:
- Programa GlobalEPD[11] de AENOR. Trabaja en todos los sectores industriales aunque especialmente activo en el sector de construcción. Cuenta con unas Reglas Generales[12] (General Instructions) conformes con la Norma ISO 14025 y con requisitos específicos para el sector de construcción con base en la Norma EN 15804. Ha emitido RCP y DAP en los sectores de acero, recubrimientos cerámicos, cementos, productos con base yeso, morteros, SATE, y se encuentra trabajando en otros como ladrillos y tejas, muebles o, en el sector de alimentación, frutos secos. Las Declaraciones GlobalEPD para productos de acero y cemento están incluidas como certificaciones ambientales en el Registro General del Código Técnico de la Edificación del Ministerio de Fomento. AENOR es miembro fundador de la Asociación Europea ECO Platform, de la que ostenta la Vicepresidencia, AENOR fue uno de los primeros cuatro programas en acreditarse para emitir Declaraciones ambientales con el logotipo ECO Platform EPD EN 15804 VERIFIED en 2014, tras ser uno de los primeros programas en superar las auditorías de esta Asociación. AENOR ha emitido Declaraciones con la marca ECO Platform para los sectores de acero, cementos y recubrimientos cerámicos. AENOR tiene acuerdos bilaterales de reconocimiento mutuo con los Programas IBU (Alemania) e International EPD System (Suecia).

- Programa DAPconstrucción[13] Fue el primer programa de Declaraciones Ambientales de Productos que se creó en España, siendo impulsado y administrado por el Colegio de Aparejadores de Barcelona.[14] Es aplicable al sector de la construcción y son conocidas con la marca DAPcons.[15] Cuenta con unas instrucciones Generales (General Instructions) conformes con la Norma NE ISO 14025 y con requisitos específicos para el sector de la construcción con base en la Norma UNE EN 15804. Desde el año 2010 ha emitido RCPs y DAPs en los sectores del aislamiento térmico, piedra y áridos, revestimientos cerámicos, materiales de construcción genéricos, encontrándose actualmente trabajando en la incorporación de nuevos sectores. Ha sido miembro fundador de la Asociación Europea ECO Platform y esta acreditado para emitir Declaraciones ambientales con el logotipo ECO Platform EPD EN 15804 VERIFIED.

En España las tareas de elaboración de normas técnicas se realizan en el AEN/CTN 150/SC 3 “Etiquetado Ecológico y ACV” de forma horizontal y en el AEN/CTN 198 “Sostenibilidad en la construcción”.

## Las Declaraciones Ambientales en el sector de la construcción
El sector de fabricantes de materiales y productos de construcción está trabajando activamente en declaraciones ambientales debido en parte a su mención en el Reglamento Europeo de Productos de Construcción o en esquemas de certificación de edificios como LEED o BREEAM.
El Comité Europeo de Normalización ha publicado la Norma EN 15804 que ha sido adoptada en España por Asociación Española de Normalización (UNE) como UNE-EN 15804; esta norma establece las RCP básicas y comunes para productos y servicios de construcción. Se han desarrollado asimismo una serie de normas para la evaluación ambiental a nivel de edificio, compatibles con las DAP, en el Comité Europeo de Normalización en Construcción Sostenible, CEN/TC 350. En España el seguimiento de estas normas se realiza a través del AEN/CTN 198.